# Joseph Wresinski

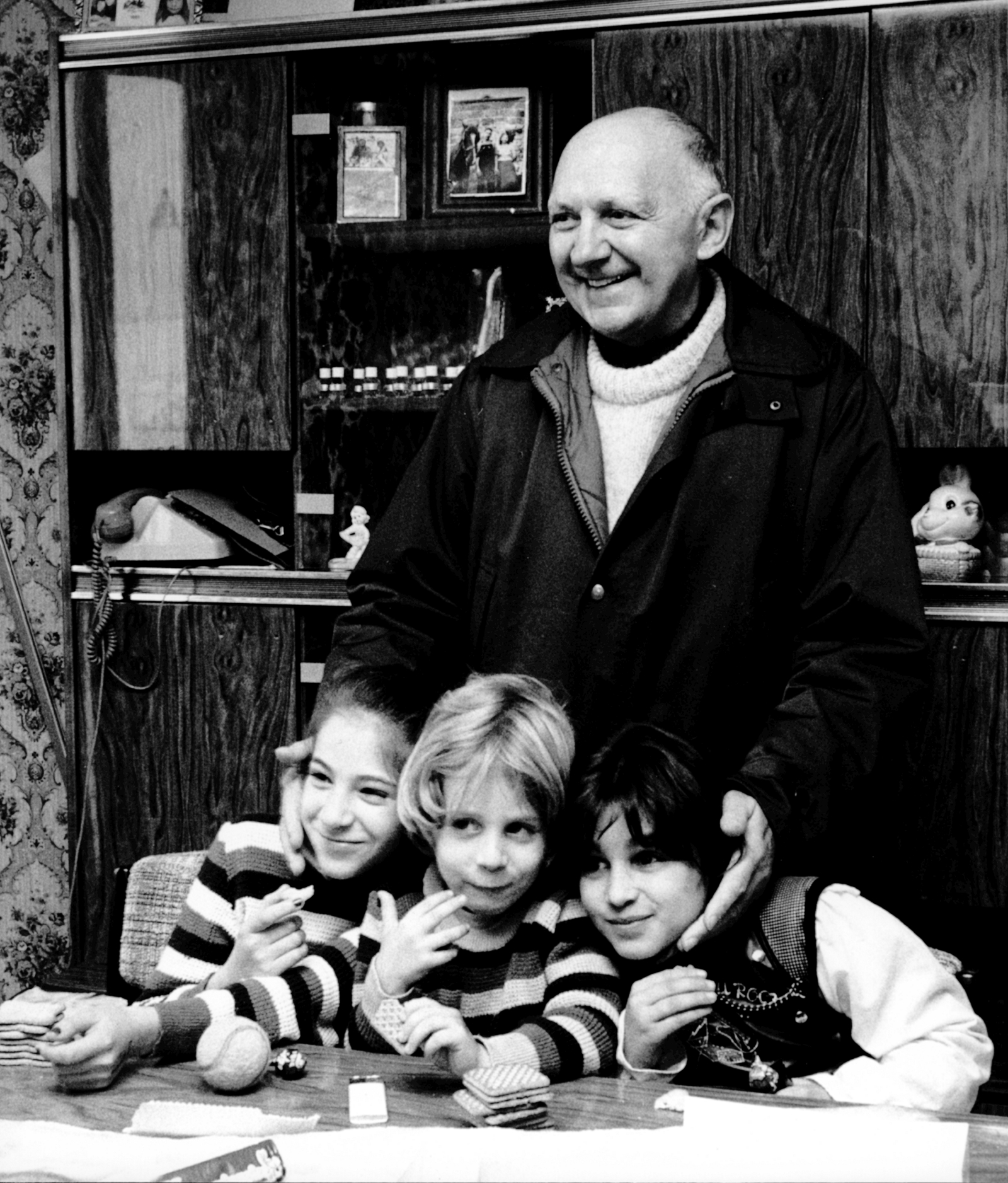
Joseph Wresinski

Joseph Wresinski (Angers, 12 de febrero de 1917 - París, 14 de febrero de 1988), sacerdote francés, fundador del Movimiento por los derechos humanos ATD Cuarto Mundo (Aide à Toute Détresse Quart Monde).

## Biografía
Hijo de padre polaco y madre española, Joseph Wresinski nace en una familia muy pobre en Angers, Francia.   Su padre, con pasaporte alemán, es internado con su mujer y su primer hijo, Louis, primeramente en el Fort de Saumur, y posteriormente en las instalaciones del antiguo Gran Seminario de Angers, la Abadía Saint-Serge, transformada en campo de internamiento para los extranjeros sospechosos de colaboración con el enemigo. La segunda hija del matrimonio Wresinski, Sophie, muere allí a edad temprana. Joseph nació en el mismo lugar en 1917. Al terminar la guerra, encuentran refugio en una antigua herrería abandonada, en la calle Saint-Jacques en Angers. Desde niño, Joseph se ve obligado a colaborar respondiendo a las necesidades de su familia cuidando una cabra y ayudando en misa en el convento de las religiosas del Buen Pastor, a cambio de un tazón de leche y dos monedas. A los 13 años, obtuvo el empleo de aprendiz de pastelero.
Su formación le lleva a Nantes donde, después de haber frecuentado durante seis meses las juventudes comunistas, conoce por medio de un amigo la JOC, Juventud Obrera Cristiana, fundada en Bélgica por Joseph Cardijn. Como miembro de la JOC, toma parte en los estudios sobre las condiciones de vida, frecuentemente penosas, de los jóvenes trabajadores de la zona. Poco después, decide hacerse sacerdote a los 17 años. Inicia sus estudios en el Seminario de Beaupréau con compañeros cinco años menores que él. La movilización general a causa de la guerra interrumpe sus estudios que no retomará hasta 1940 en el seminario de Soissons, refugiado en Entrammes. La elección de la diócesis de Soissons, más bien que la de Angers, su ciudad natal, obedece a que una familia de aquella diócesis, que tenía una familiar religiosa del Buen Pastor en Angers, conocía a la familia Wresinski desde hacía tiempo y pagó sus estudios. Es ordenado sacerdote el 29 de junio de 1946 en Soissons.
Vicario y posteriormente párroco en varias parroquias obreras (Tergnier) y rurales (Dhuziel), durante diez años, en el departamento del Aisne, no cesa en la búsqueda de los más pobres, de los más humillados. Pasa algunos meses en la Misión de Francia, trabaja en las minas y contrae la tuberculosis. En peregrinación a Roma en 1950, prosigue su viaje hasta Sicilia para interesarse especialmente por el "infierno blanco", las minas de sal sicilianas. Conociendo su inquietud, su obispo (monseñor Pierre Douillard), que había sido párroco en Angers, en la parroquia de la familia Wresinski, le propone en 1956 ser enviado al suburbio de Noisy-le-Grand (región parisina), donde fundó el Movimiento ATD Cuarto Mundo.

## Lista de sus obras traducidas
- Los pobres son la Iglesia, Ed. Cuarto Mundo, 1996.
- Palabras para mañana, Ed. Cuarto Mundo, 1999.
- Vivir el Evangelio en la familia, Cahiers de Baillet, 1996.
- De los más pobres y el carácter indivisible de los derechos humanos que en ellos se revela, Ed. Cuarto Mundo, 1998.